# Lethasterias fusca
Lethasterias fusca is een zeester uit de familie Asteriidae.
De wetenschappelijke naam van de soort werd in 1931 gepubliceerd door Alexander Michailovitsch Djakonov.